# Isole dell'Indonesia
Questa è una lista di isole dell'Indonesia. L'Indonesia comprende tra le 17 500 e le 18 300 isole (la prima cifra è della CIA, la seconda è di una ricerca del 2002 del LAPAN, "Istituto Nazionale di Aeronautica e dello Spazio" indonesiano), 8 844 delle quali hanno un nome, secondo le stime del governo indonesiano; di queste, 922 sono abitate in modo permanente. Le isole si estendono per 5400 km da Sabang ad ovest (nord di Sumatra) fino a Merauke ad est (sud di Papua); la maggior parte dell'Indonesia è sismicamente attiva ed il numero, la dimensione, l'emersione e la forma delle isole continuano ad evolversi.

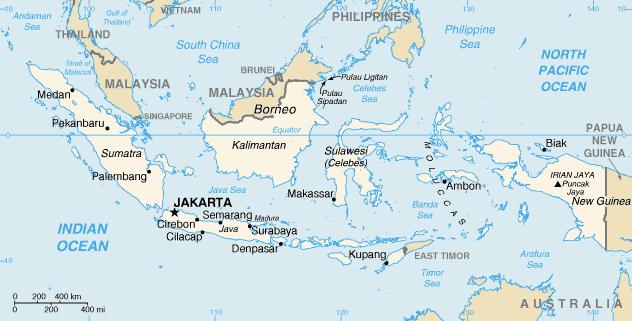
Mappa dell'Indonesia

## Isole maggiori
- Isole della Sonda
- Isola dell’Indonesia 
  - Grandi Isole della Sonda
    - Giava (Jawa/Java precedentemente Jawa Dwipa)
    - Borneo (diviso tra il Kalimantan indonesiano, il Brunei e gli stati malaysiani di Sabah e Sarawak)
    - Sumatra (precedentemente Swarna Dwipa)
    - Sulawesi (precedentemente Celebes)

  - Piccole Isole della Sonda
- Molucche
- Nuova Guinea (divisa tra le province indonesiane Papua e Papua Occidentale e la Papua Nuova Guinea)

## Altre isole
Le seguenti isole sono elencate per provincia.

### Giava

#### Banten
- Sangiang
- Panaitan
- Tinjil

#### Giacarta
- Kepulauan Seribu

#### Giava Occidentale
- Pulau Biawak
- Indramayu

#### Giava Centrale
- Karimunjawa
- Nusa Kambangan

#### Giava Orientale
- Bawean
- Isole Kangean
- Madura
- Raas
- Raja

### Sumatra

#### Aceh
199 isole
- Isole Banyak (99 isole)
  - Balai
  - Tuangku
- Lasia
- Weh
- Isola Simeulue

#### Sumatra Settentrionale
419 isole
- Nias
- Hinako
- Isole Batu (51 isole)
- Berhala (Stretto di Malacca)
- Jake
- Makole
- Masa
- Samosir (sul Lago Toba)

#### Sumatra Occidentale
- Isole Mentawai
  - Siberut
  - Sipora
  - Pagai del nord
  - Pagai del sud
- Pasumpahan
- Sikuai

#### Lampung
- Anak Krakatau ("Figlio del Krakatoa")

#### Riau
- Rupat
- Bengkalis
- Padang
- Rangsang
- Tebing Tinggi
- Basu

#### Isole Riau
Circa 3200 isole
- Isole Natuna
  - Isole Natuna Meridionali
  - Isole Anambas
  - Natuna Besar
  - Isole Tambelan
    - Isole Badas
- Arcipelago Riau
  - Batam
  - Bunguran
  - Bintan
  - Penyengat
  - Bulan
  - Galang
  - Karimun
  - Kundur
  - Rempang
- Isole Lingga
  - Lingga
  - Singkep

#### Bangka-Belitung
- Bangka
- Belitung

### Kalimantan

#### Kalimantan Orientale
- Isole Derawan
  - Kakaban
- Isole Balabalagan
- Bunyu
- Sebatik
- Tarakan

#### Kalimantan Meridionale
- Isole Laut Kecil
- Laut
- Sebuku

#### Kalimantan Occidentale
- Isole Karimata
  - Karimata
- Bawal
- Galam
- Maya Karimata

### Sulawesi

#### Sulawesi Settentrionale
- Isole Talaud
  - Karakelang
  - Salibabu
  - Kabaruan
- Isole Sangihe
  - Sangir Besar
  - Nanipa
  - Bukide
  - Siau
  - Tagulandang
- Lembeh
- Bunaken
- Manado Tua
- Nain
- Talise
- Bangka
- Gangga

#### Sulawesi Centrale
- Isole Togian
  - Togian
- Isole Banggai
  - Peleng
  - Banggai
  - Isole Bowokan

#### Sulawesi Meridionale
- Isole Pabbiring
- Isole Sabalana
- Isole Tengah
- Isole Selayar
  - Selayar
- Isole Takabonerate

#### Sulawesi Sudorientale
- Isole Tukangbesi
  - Wakatobi
    - Wangiwangi
- Wowoni
- Buton
- Muna
- Kabaena

### Piccole Isole della Sonda

#### Bali
- Bali
- Nusa Penida
- Nusa Lembongan
- Nusa Ceningan
- Pulau Menjangan
- Gili Selang
- Gili Tepekong
- Gili Biaha
- Gili Mimpang

#### Nusa Tenggara Occidentale
- Lombok
- Sumbawa
  - Satonda
- Sangeang
- Moyo

#### Nusa Tenggara Orientale
- Isole Alor, 14 isole + 1 (Timor Orientale)
  - Alor
  - Kepa
  - Pantar
- Flores
- Komodo
- Palu'e
- Rinca
- Roti
- Savu
- Isole Solor
  - Adonara
  - Lembata
  - Solor
- Sumba
- Timor (divisa tra il Timor Ovest indonesiano e il Timor Est indipendente)

### Molucche

#### Maluku
- Buru
- Ceram
  - Ambon
  - Saparua
- Isole Gorong
- Isole Watubela
- Isole Banda
- Isole Tayandu
- Isole Kai
- Isole Aru
  - Enu
  - Kobroor
  - Maikoor
  - Trangan
  - Wokam
- Isole Tanimbar
  - Selaru
  - Yamdena
- Isole Babar
- Isole Barat Daya
  - Damar
  - Romang
  - Wetar
- Isole Leti
- Piccole isole vulcaniche del Mar di Banda

#### Maluku Settentrionale
- Halmahera
  - Machian
  - Morotai
  - Ternate
  - Tidore
- Bacan
- Morotai
- Isole Widi
- Isole Obi
- Isole Sula

### Nuova Guinea
(solo la metà indonesiana della Nuova Guinea)

#### Papua sud-occidentale
610 isole, 35 abitate
- Isole Asia
- Isole Ayu
- Isole Raja Ampat
  - Salawati
  - Batanta
  - Isole Fam
  - Isole Boo
  - Misool
  - Waigeo
    - Gam
    - Kawe

  - Isole Wayag
  - Kofiau
- Karas
- Semai

#### Papua
- Isole Biak
  - Biak
  - Numfor
  - Yapen
  - Mios Num
  - Supiori
- Komoran
- Yos Sudarso